# Aïdan Chollet
Aïdan Chollet, né le 2 décembre 2004, est un snowboarder français spécialiste du boardercross.
Originaire et licencié aux Deux-Alpes, il remporte plusieurs manches de la coupe d'Europe en 2023, à Isola 2000 et Puy-Saint-Vincent et se classe second au classement général de cette édition 2023.
Il remporte le championnat de France 2023 à Chamonix-Mont-Blanc.
Le 15 février 2025, il remporte sa première manche de coupe du monde de snowboard cross à Cortina d'Ampezzo.

## Palmarès

### Coupe du monde
- 1 podium dont 1 victoire.

| Édition   | Épreuve           | Classement |
| --------- | ----------------- | ---------- |
| 2024-2025 | Cortina d'Ampezzo | Vainqueur  |

### Championnats de France
- Champion de France 2023 à Chamonix-Mont-Blanc

### Coupe d'Europe
- 2e du classement final de la coupe d'Europe 2023

| Édition   | Épreuve             | Classement |
| --------- | ------------------- | ---------- |
| 2022-2023 | Isola 2000 1        | Vainqueur  |
| 2022-2023 | Isola 2000 2        | Vainqueur  |
| 2022-2023 | Puy-Saint-Vincent 1 | Vainqueur  |